# Мовний знак
Мовний знак — це одиниця мови, тобто букви, які складаються як із звукових знаків (фонем), так і з відповідних їм друкарських, графічних знаків.
Мова є однією зі знакових систем. У цьому легко переконатися, взявши до уваги той факт, що будь-який знак іншої семіотичної системи можна передати словом (літеро-/словосполучення) чи якимось іншим мовним виразом (жести, міміка, усмішка, підморгування, оплески тощо). Так, скажімо, можна показати рукою на двері, а можна цей знак замінити словом вийдіть; математичний знак + передати словом плюс, сигнал азбуки Морзе • • •_____ • • • — словом SOS.
Однак не все, що є в мові, можна вважати знаком, а лише те, що служить для передачі інформації. Окремо взяті звуки мови не є знаками, бо вони нічого не означають. Вони мають план вираження і не мають плану змісту. Тому спілкуватися за допомогою лише окремих звуків неможливо.
О. С. Мельничук пропонує розуміти під значенням мовного знака «соціально усвідомлюване, закріплене суспільною мовною практикою, стійке відношення знака до психічного відображення певних предметів чи явищ дійсності та їх класів — уявлення, поняття і т. д.».
З мовних знаків будуються слова, які об'єднуються в речення.

## Основні соціальні функції
1. Інформаційна, тобто за допомогою мовних знаків передаються відомості, знання від людини до людини, від покоління до покоління.
2. Комунікативна, тобто функція спілкування.
3. Культурологічна (мовні знаки, знакові системи є засобом засвоєння національної та загальнолюдської культури окремою людиною або соціальною групою, засобом передачі культурних традицій, особистого та колективного досвіду, навичок, умінь).

Характеризуючи мовні знаки, Ф. де Соссюр виділив такі три їх властивості:
1. Довільність.
2. Лінійний характер позначаючого.
3. Змінність.

Мовний знак, на думку вчених, об'єднує в собі матеріальне і ідеальне. Ідеальне характеризує людську свідомість, що є вищою формою відображення об'єктивної дійсності. Лише людина єдина в світі спроможна створити значення, використовуючи для цього матеріальне. Природа неспроможна створювати такі знаки, бо в природі можливі лише сигнали, за допомогою яких спілкуються між собою тварини. Сигнали залишаються незмінними (так, голодний кіт нявкає так само, як і кілька тисяч років тому). Знаки, якими користуються для спілкування люди, завжди змінні, бо немає у світі таких людських мов, які б залишалися незмінними протягом кількох тисяч років. Це стосується й інших знакових систем, якими люди передають інформацію. Тому стає зрозумілим, чому багато мовознавців розрізняють природні знаки й умовні.
Природні знаки використовуються в буденній і науковій мовах, народно-розмовній і літературній, мові засобів масової інформації і професійній і т. д.
Штучні знаки створюються людьми з певною метою: для скорочення запису текстів, здійснення математичних та логічних операцій тощо. До них належать різноманітні системи знаків-сигналів (наприклад, знаки дорожнього руху), кодових систем (наприклад, азбука Морзе), мова формул або наукова мова, яка створюється в різних науках вченими (формули у математиці, логіці, фізиці, хімії та ін.), мова програмування (Алгол, Фортран, Кобол та ін.) Основна особливість штучних знаків — їх допоміжна роль у відношенні до природних.
У сучасному мовознавстві дискусійним є питання, які одиниці мови слід вважати знаками. Існує думка, що оскільки мова є знаковою системою, то всі її одиниці (фонеми, морфеми, слова, словосполучення, речення), є знаками.
Проте, підстав уважати повноцінним знаком морфему немає, бо самостійно вона, як правило, значення не виражає, а тільки у складі слова. Так, зокрема, визначити, яке значення має ізольовано взяте закінчення -а, неможливо, тоді як у складі конкретних слів воно легко встановлюється. Наприклад: рік-а — називний відмінок, однина, жіночий рід; стол-а — родовий відмінок, однина, чоловічий рід; імен-а — називний відмінок, множина, середній рід. Морфема не може самостійно реалізувати своє значення, тому її називають напівзнаком.
Основним мовним знаком, на думку С. В. Семчинського, слід вважати лексему (слово). Вона має план вираження і план змісту, який реалізується самостійно, тому лексему вважають справжнім знаком. Лексема як знак складається з незнаків (фонем). За допомогою обмеженого числа фонем (за термінологією данського лінгвіста О. Єсперсена — фігур) можна створити необмежену кількість знаків (лексем). У цьому виявляється так званий принцип мовної економії.
Щодо речення, то його не можна вважати знаком, бо воно вже складається зі знаків і належить до рівня структур.
Однак мова як знакова система відрізняється від усіх інших знакових систем. Вона на відміну від інших знакових систем, які є штучними, особлива, дуже складна природна знакова система. Ця особливість стосується не тільки її структури, яка має багаторівневу організацію, а й багатства її функцій. Мова є універсальною, всеосяжною знаковою системою. Будь-яку іншу знакову систему можна передати мовою, а навпаки зробити неможливо. Усе, що ми можемо передати за допомогою мови, неможливо передати ні дорожніми сигналами, ні математичною чи хімічною символікою, ні навіть тими знаковими системами, які є похідними від мови (азбука Морзе, мова жестів тощо).
Особливе місце мови серед знакових систем пояснюється ще й тим, що мова є найпотужнішим засобом формування думки.